# 法國與大規模殺傷性武器

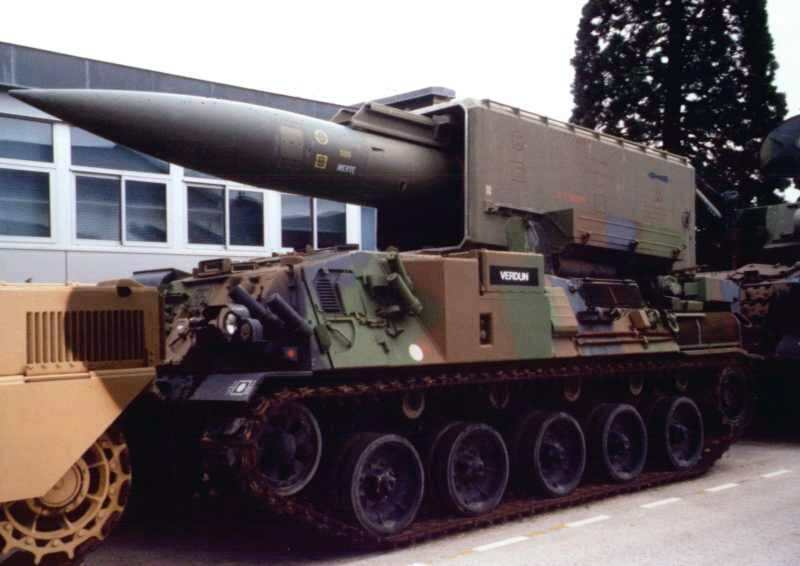
1970年代到1980年代期間，法國基於AMX-30坦克底盤所研發的履帶載具承載的冥王星彈道飛彈。

法國的大規模殺傷性武器早在第二次世界大戰爆發前法國科學家亨利·貝克勒、皮埃爾·居禮以及瑪麗·居禮便針對鈾的放射能進行詳細研究。在第二次世界大戰爆發後便加速展開核武器的研究計畫，但在德國佔領法國後這批研究人員則紛紛流亡海外，一直到戰爭結束後重新開始研究相關技術的商業應用。

## 核武
雖然在1948年時法國便已經擁有核反應爐並且在隔年興建了得以生產鈽元素的反應爐。不過一開始法國政府並沒有計劃建立自己的核武器，而是希望能夠與美國就核武器使用上進行合作，並且一直到1952年時才開始大量興建核電工程並發展原子核物理學的研究。但是在1954年法越戰爭戰敗和1956年第二次中東戰爭結束後，法國軍方高層認為發展可獨自運用的核武器才能解決與蘇聯和其他自由世界國家的緊張外交關係，同時也能夠讓法國透過此軍事實力繼續保持與英國同等的大國地位。原本法蘭西第四共和國計畫與義大利和德國締結戰略軍事同盟以維持自己的勢力，但是夏爾·戴高樂在1950年代到1960年代期間則主張法國自行推動核武器發展。其中後者除了希望藉此能讓法國不須捲入北大西洋公約組織所可能必須參與的軍事衝突外，同時也能夠在北約組織的核武器政策外另外擁有獨自的嚇阻能力，進而擴展自身於冷戰時期的外交以及軍事實力。
在法蘭西第四共和國總理费利克斯·加亚尔和法國總統勒內·科蒂同意核武器發展後，法國在1957年於阿爾及利亞開始建設有關核試驗的地面工程建築，並且由曾參與曼哈頓計劃的皮埃爾·瑪麗·加盧瓦（Pierre Marie Gallois）負責整個核武器的研發計畫，並且與以色列就核武器研究上相互合作。在1960年2月13日時，法國基於自己在核武器領域的研究結果以及參考美國核武轟炸的形式，在撒哈拉沙漠的軍事基地展開藍色跳鼠核試驗，並且成功引爆自己第一枚得以直接軍事應用的核武器而成為世界上第四個擁有核武器的國家。之後由於法屬阿爾及利亞獨立，使得法國在1963年時將核測試所需的設施移往太平洋上法屬玻里尼西亞的方阿陶法環礁與穆魯羅阿環礁上。1968年8月24日時，法軍於方阿陶法環礁上試爆了自己第一枚氫彈老人星（Canopus），而這也是這是法國歷史上最強大的爆炸性武器。而為了能夠超越蘇聯、美國以及英國的核武器技術，法國在1963年時拒絕簽署《部分禁止核試驗條約》來讓自己能進一步展開更多核測試，並陸陸續續展開近210次的核測試任務且發展自己的短程和中程飛彈。但是在1990年代時在穆魯羅阿環礁的核試驗引起許多大規模的示威抗議行動，甚至發生1985年綠色和平的彩虹勇士號遭到法國特工人員襲擊沉沒。一直到1995年12月28日法國簽署《全面禁止核試驗條約》，並於1998年4月6日由法國國民議會正式批准後才完全停止有關核武器測試這一部分。而冷戰結束後法國也在1992年時簽署了《不擴散核武器條約》，並開始陸陸續續削減了核武器的庫存數量。
在冷戰期間法國成功發展出「核三角」（Nuclear triad）的架構，但在1996年撤除所有於陸地上發射中長程彈道導彈的設備後，今日法國主要是以核子動力潛艇射出潛射彈道飛彈或者疾風戰鬥機發射中程空對地飛彈的雙系統運用模式。今日普遍認為法國軍方大約仍擁有300多枚核武器預備著，其中有175枚核彈頭則隨時準備在取得法國總統授權後便投入作戰，這也讓法國成為世界上核武器數量排名第三的國家。不過法國也開始不斷對自身核武器進行現代化改裝，並且藉由派遣部隊於持久自由行動執行傳統任務來培訓部隊的投射能力。2006年1月法國前總統雅各·席哈克表示法國在面臨大規模恐怖襲擊或是大規模殺傷性武器的攻擊時，擁有能力來對敵方陣營投入核武器進行作戰。